# Brycon whitei
Brycon whitei är en fiskart som beskrevs av Myers och Weitzman, 1960. Brycon whitei ingår i släktet Brycon och familjen Characidae. Inga underarter finns listade.